# Кейт Браун
Кетрін «Кейт» Браун (англ. Katherine "Kate" Brown; нар. 21 червня 1960, Торрехон-де-Ардос, Іспанія) — американська політична діячка, демократка, губернатор штату Орегон з 2015 до 2023 року.

## Біографія
Народилась в Іспанії, де її батько служив у ВПС США. Виросла у штаті Міннесота. У 1978 році вона закінчила середню школу Mounds View High School в Арден-Гіллз, Міннесота.
Вивчала право, після чого працювала юристкою в Орегоні. У 1981 році вона здобула ступінь бакалавра мистецтв у галузі охорони навколишнього середовища, отримавши сертифікат з жіночих досліджень в Університеті Колорадо в Боулдері, а в 1985 році — ступінь доктора наук і сертифікат із права навколишнього середовища в Школі права Коледжу Льюїса та Кларка. У 1991 році обрана членкинею Палати представників Орегону, нижньої палати законодавчого органу штату. У 1996 році обрана до Сенату Орегону, де працювала протягом дванадцяти років.
У 2008 році обрана секретарем штату Орегон, переобрана на другий термін у 2012 році.
Браун стала другою жінкою-губернаторкою Орегону (після Барбари Робертс). Стала першою відкритою бісексуалкою-губернаторкою в історії Сполучених Штатів.